# H to He, Who Am the Only One
H to He, Who Am the Only One — третий студийный альбом британской рок-группы Van der Graaf Generator, выпущенный в 1970 году.

## Об альбоме
В процессе записи группу покинул бас-гитарист Ник Поттер. На двух незавершённых к тому времени треках партии Поттера исполнил органист Хью Бэнтон. Позже, в живых выступлениях он использовал басовые педали. Альбом содержит несколько отсылок к современной физике: «H to He» — ядерная реакция синтеза (в ускорителе заряженных частиц впервые подобную реакцию провел Ван де Грааф в 1931 году), «c» в названии песни «Pioneers Over c.» означает скорость света. В одной из песен на альбоме соло сыграл лидер группы King Crimson, Роберт Фрипп.

## Список композиций
Первая сторона
1. «Killer» (Питер Хэммилл, Джадж Смит, Хью Бэнтон) — 8:24
2. «House With No Door» (Хэммилл, Дэвид Джексон) — 6:37
3. «The Emperor in His War-Room» (Хэммилл) — 8:15, включая:
  - «The Emperor»
  - «The Room»

Вторая сторона
1. «Lost» (Хэммилл) — 11:17, включая:
  - «The Dance in Sand and Sea»
  - «The Dance in the Frost»
2. «Pioneers Over c.» (Хэммилл, Джексон  (авторы инструментального проигрыша (с 8:13 по 9:23) — Джексон, Бэнтон, Эванс) — 12:42

### Переиздания
- «Charisma Classics» — начало 80-х, синяя обложка
- Первое издание в США на Dunhill Records (дивизион ABC Records) — белый фон обложки
- Издание 2005 года — ремастеринг, добавлены треки «Squid 1 / Squid 2 / Octopus» и «The Emperor in His War-Room (first version)»

## Участники записи
- Питер Хэммилл — лид-вокал, акустическая гитара, фортепиано в «House With No Door»
- Хью Бэнтон — фарфиза-орган, орган Хаммонда, фортепиано, осциллятор, вокал; бас-гитара в песнях «House With No Door» и «Pioneers Over c.»
- Гай Эванс — ударные, литавры, перкуссия
- Дэвид Джексон — саксофоны, флейта, вокал
- Ник Поттер — бас-гитара («Killer», первая и финальная версии «The Emperor in His War-Room», «Lost»)
- Роберт Фрипп — соло-гитара («The Emperor in His War-Room»)